# An-Nàssir Hàssan
Al-Màlik an-Nàssir Badr-ad-Din Abu-l-Maali (al-)Hàssan ibn an-Nàssir Muhàmmad (àrab: الملك الناصر بدر الدين أبو المعالي (الـ)حسن بن الناصر محمد, al-Malik an-Nāṣir Badr ad-Dīn Abū al-Maʿālī (al-)Ḥassan ibn an-Nāṣir Muḥammad), més conegut simplement com a an-Nàssir Hàssan, soldà mameluc bahrita o kiptxak del Caire (1347-1351 i 1354-1361).
Era el vuitè fill del sultà An-Nàssir Muhàmmad ibn Qalàwun; set fill d'aquest van regnar entre 1340 i 1362 però el més important fou Hàssan.
El 18 de desembre de 1347 va pujar per primer cop al tron amb només 11 anys quan el seu germà al-Mudhàffar Hajjí fou assassinat. El seu regnat va durar quatre anys durant els quals no va tenir el poder efectiu en cap moment, poder que es van repartir les diferents faccions d'amirs mamelucs, especialment els germans Baybugha Urus i Mandjak al-Yusufi, i el amir Shaykhun al-Umari, només nominalment supeditats al consell de regència. El seu germà i predecessor al-Mudhàffar Hajjí havia afavorit els elements circassians i aquestos tractaven d'imposar-se. El 1348 el país fou assolat per una pesta que va delmar la població, sorgida a l'Àsia central i portada a Egipte pels mercaders mongols (ja havia arribat a Síria l'agost de l'any anterior); la guàrdia reial va desaparèixer i les casernes de la ciutadella van quedar buides; hi va haver centenars de millers d'enterraments al Caire i Egipte entre novembre i desembre de 1348 i com que els cementiris es van omplir, els morts van quedar sense enterrar; l'epidèmia no va disminuir fins a la tardor de 1349, i després es va acabar.
Aprofitant l'absència de Baybugha Urus (que feia el pelegrinatge) i de Xaykhun (que havia anat de cacera) es va declarar major d'edat el 25 de desembre del 1350 però l'11 d'agost de 1351 va abdicar sota pressió dels amirs Taz i Minkali que van posar al tron al seu germà as-Sàlih Sàlah que tenia tres anys més, fins que fou deposat pels amirs Sarghitmix (atabak al-asakir) i Xaykhun (primer "al-amir al-kabir"), el 20 d'octubre de 1354 que van restaurar a Hàssan. As-Sàlih fou empresonat i va morir tancat set anys després. El poder en aquest segon regnat tornà a estar en mans dels amirs.
Xaykhun va aconseguir del nou sultà el perdó de la vida de l'emir Taz, que fou enviat a Síria com a governador d'Alep. Xaykhun era l'home fort, però va morir un temps després en una baralla contra un altre mameluc a finals del 1357 i llavors fou Sarghitmix qui va exercir el poder; Hàssan no el volia i quan va tenir notícies d'un complot per enderrocar-lo, el va fer empresonar a Alexandria (26 d'agost de 1358), on finalment va morir presoner. Després de la detenció els seus mamelucs es van revoltar però foren derrotats pels mamelucs reials. Aquestos foren promoguts als llocs claus.
El 1356 va començar la construcció de la madrassa de Hàssan al Caire. Hàssan va viure una vida de disbauxa. En el seu regnat una expedició va marxar contra el Regne Armeni de Cilícia i van ocupar Adana i Tars (Turquia).
El 9 de març de 1362 un mameluc del mateix sultà, de nom Yalbughà al-Umarí, va donar un cop d'estat. Hàssan, que ja en tenia notícies, disfressat de beduí, era a la ciutadella del Caire a punt de sortir cap a Síria, però abans de poder marxar fou capturat per Yalbughà que el va assassinar allí mateix (17 de març de 1361); el seu cos no fou trobat i el seu mausoleu a la mesquita del sultà Hàssan no té més que un cenotafi. Va pujar al tron el seu nebot al-Mansur Muhàmmad, fill d'al-Mudhàffar Hajjí.